# Anton Pevsner
Anton Pevsner (Orël, 18 gennaio 1886 – Parigi, 12 aprile 1962) è stato uno scultore francese di origine russa.

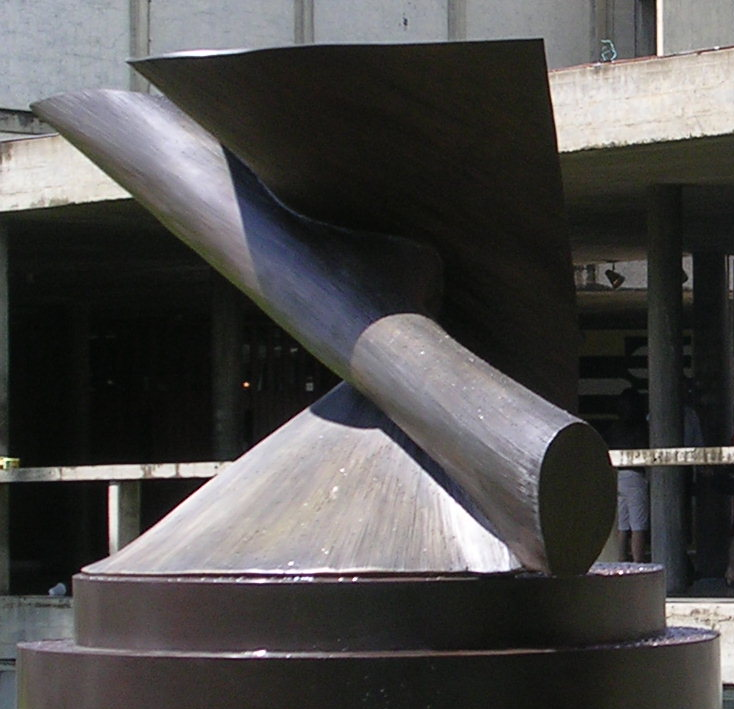
Proiezione dinamica a 30°, Università di Caracas

Frequentò le accademie di Kiev e di Pietroburgo durante gli anni scolastici; attratto dal futurismo e dal cubismo vagò per vari ambienti artistici europei a partire dal 1911 fino a stabilirsi definitivamente a Parigi nel 1923. Il suo primo quadro astratto, Pittura e encausto, è del 1913. Nel periodo 1917-1920 insegnò all'Accademia d'Arte di Mosca, lavorando con Malevič e Kandinsky e frequentò il movimento di avanguardia moscovita col fratello Naum Gabo.
Quando venne pubblicato il manifesto del realismo, nel 1922, si allontanò per sempre dalla Russia.
Nel 1931, a Parigi, aderì e si impegnò con il movimento artistico Abstraction-Création e dal 1946 divenne organizzatore dei saloni espositivi Réalités Nouvelles. In ossequio al costruttivismo da lui seguito, concepiva la forma in radicale negazione del volume come espressione di movimento nello spazio creato dalla forma stessa. I colori dei suoi capolavori li otteneva mediante l'ossidazione a diversi gradi dei metalli e dei materiali coloranti che adoperava.

## Opere
- Pittura a encausto, 1913
- Study of heads, dipinto preparatorio, 1923
- Il ritratto di Marcel Duchamp, 1926
- Construction dans l'espace, Parigi, 1933
- Proiezione nello spazio, 1938-39
- Fresque, faune de l'océan, New York, 1944
- Monde, Parigi, 1947
- Proiezione dinamica a 30°, Università di Caracas, 1950-51
- Elan, Museo dell'Arte di Tel-Aviv, 1953-58
- Colonna della pace, 1954
- Vision spectrale, Parigi, 1959
- Construction spatiale aux 3ème et 4ème dimensions, Parigi, 1961